# 段列
段列（だんれつ）とは、軍事組織の作戦において必要な後方支援の事である。

## 概要
前線にて戦闘活動を行う中隊以上の規模の部隊は、常に万全の体制で作戦行動を行う為に一定以上の補給・整備支援を必要とする。その支援を担う部隊等の活動区域・人員等を段列と称する。
一般的に段列を編制し統率するのは補給系統であるが、その中には整備や衛生といった後方での支援部隊も含まれている。
段列の編制地域に関しては、一般的に前線から遠く離れて戦闘行動による損耗等が起きにくい地域等が選定される。戦闘団編制となれば、広域に支援を行う関係から、徐々に戦闘状況に合わせて前方へ移動する例もある。

## 主な段列組織
- 段列地域の長：基本的に戦闘行動を行う基幹部隊の支援部隊長若しくは後方任務を担う部隊の長が指揮統率する。陸上自衛隊の場合、連隊や大隊等は後方支援を担う第4科（係）長等による統制に従い後方支援の部隊を統率する。師団等規模の場合は司令部付隊管理小隊等の統率で段列地域を展開する。
- 補給：戦闘活動により、弾薬・燃料・戦闘に必要な備品類・食料等の補給、整備支援等を行う必要が生じる。連隊や大隊等では補給小隊等が設けられ、これらの任務を担う。また食料等の調達や調理等は、それぞれの部隊から派遣編制された人員でもって担当する例もある。
- 整備：火器や車両の破損といった、前線では修復できない規模の破損の整備や、また装備火器類の交付等の必要が生じた際には、連隊や大隊等では直接支援中隊（小隊）や専門の整備部隊がこれを担う。
- 衛生：前線において戦闘行動で著しく損害を受け、治療が必要な人員等には、治療や必要に応じてさらに安全な後方へ後送する必要が生じる。これを担う組織として、連隊や大隊等では衛生小隊（班）がこれを担う。
- 警備：段列地域の警戒監視を主任務として編制される組織である。主に予備役兵[1]や新兵[2]などの、戦闘要員としては現状として即戦力に向かない者が指定される。